# Kanopolo
Kanopolo (ook wel kajakpolo genoemd, in Vlaanderen bijvoorbeeld) is een water- en balsport, die kan worden beschouwd als een combinatie van kanoën en waterpolo.
Het verschil met waterpolo is dat de spelers in een kajak zitten en dat de doelen boven het water hangen. Het is de bedoeling, net als bij veel balsporten, om zo veel mogelijk doelpunten te maken. Kanopolo is een zeer snelle sport, het spel verplaatst zich razendsnel van de ene helft van het veld naar de andere helft. Hierdoor kan bij buitenstaanders de indruk ontstaan dat deze sport erg agressief en gevaarlijk is. Het is echter een relatief veilige sport, blessures komen weinig voor, dit komt vooral door de goede uitrusting (helm met 'rekje' en een zwemvest dat als stootkussen kan dienen). De tactiek van kanopolo lijkt enigszins op die van basketbal of waterpolo. Kanopolo wordt zowel indoor in zwembaden, als buiten gespeeld.

## Spelregels
Het officiële speelveld bestaat uit een rechthoekige watervlakte van 35 m lengte (zijlijn) en 23 m breedte (doellijn). De doelen aan beide zijden van het veld zijn 1 m hoog en 1,5 m breed, ze hangen op twee meter hoogte boven het water. De bal, was vroeger een waterpolobal, intussen bestaan er speciale ballen voor kanopolo. Een team bestaat uit 5 spelers, allen gezeten in kleine wendbare kajaks. Er kunnen op elk moment drie wisselspelers worden ingezet, het wisselen is alleen toegestaan via de eigen doellijn. Een wedstrijd wordt gespeeld in twee helften van elk 10 minuten met daartussen een pauze van 3 minuten.
Bij aanvang van de wedstrijd liggen beide partijen met hun boot op de achterlijn. Zodra de bal door de scheidsrechter in het spel wordt gebracht door deze in het midden van het veld te gooien, sprinten van beide teams één speler naar de bal, de overige spelers mogen meevaren maar dienen totdat de bal verder gespeeld wordt, minimaal op 3 m afstand van deze speler te blijven. Gespeeld wordt met de hand, of met de peddel. Als een speler in het bezit van de bal is, moet hij deze binnen vijf seconden weer afspelen. Scoren doet men door de bal in het doel van de tegenstander te werpen. De keeper mag het doel enkel verdedigen door zijn peddel te gebruiken. Er wordt gespeeld met een 'vliegende keeper', dat wil zeggen: elke verdedigende speler kan de rol van doelman vervullen. Deze moet dan wel met de achterkant van de kano onder het doel liggen om als keeper erkend te worden. Als de bal onderschept wordt door de keeper of een teamgenoot dan is  deze keeper weer een gewone speler omdat het team dan geen verdedigende partij meer is.
Eigenlijk mag bij kanopolo heel veel, zolang het maar geen gevaar oplevert voor de tegenstander. Spelers mogen de tegenstander die in balbezit is proberen omver te duwen, echter alleen tegen de schouder of bovenarm. Een speler mag de tegenstander niet in gevaar brengen door met zijn/haar peddel naar de handen van de tegenstander te slaan om de bal in bezit te krijgen. Spelers van de tegenpartij die niet in bezit zijn van de bal mogen maar beperkt worden gehinderd. Een andere belangrijke regel is dat de keeper niet mag worden aangevaren wanneer hij onder het doel ligt, hij zou dan immers het doel niet meer kunnen verdedigen. Overtredingen worden bestraft met een strafschop.

## Materiaal
Voor het beoefenen van deze sport is een complete uitrusting nodig. Deze bestaat uit een kano, peddel, polohelm, zwemvest en spatzeil. Bij kanopolo wordt een speciale kajak gebruikt die voorzien is van stompe punten met bumpers. De kano mag maximaal 3 meter lang en 60 cm breed zijn, ze hebben een plat achterdek zodat het mogelijk is om te ondersnijden (een speciale techniek om extra snel te draaien door de achterkant onder water te duwen). Poloboten worden met een zogenoemd spatzeil gevaren, zodat  bij omslaan de 'eskimorol' mogelijk is. Er zijn slechts peddels met dubbele bladen toegestaan, voor de veiligheid hebben ze geen scherpe hoeken en zijn ze voorzien van dikke randen. De helm en het zwemvest bieden bescherming tegen de bewegende objecten, zoals de kano’s, peddels en de bal.
Voor beginners is het mogelijk om bij kanopoloverenigingen materiaal van de club te gebruiken. Ervaren spelers geven vaak de voorkeur aan beter eigen materiaal met een lichte sterke kano en peddel van carbon. Een complete materiaal set van de beste kwaliteit kost ongeveer 2500 euro.
Naast de eigen uitrusting heeft men ook een speelveld nodig. Dit bestaat uit 2 doeltjes, drijvende veldbelijning en een looppad voor de scheidsrechters aan elke zijde van het speelveld.

## Bekendheid
Kanopolo mag dan een kleine onbekende sport zijn, het wordt over de hele wereld gespeeld. Om dicht bij huis te blijven: in Nederland zijn ongeveer dertig verenigingen die aan kanopolo doen. Het niveau ligt van zeer laag tot heel hoog, zo werd Nederland op het WK in 2004 in Japan, wereldkampioen bij de heren, de dames hebben het tot de kwartfinales gehaald. Het seizoen voor kanopolo loopt vanaf april tot eind september. Men zou het dus kunnen zien als een echte zomersport. Maar ook in de winter worden er wel toernooien georganiseerd, dit zijn er echter niet veel. Kanopolo wordt het meest in Europa gespeeld, er worden door heel Europa toernooien georganiseerd. Zo’n toernooi duurt meestal een weekend.

## Wereldkampioenschap 2004
Na een zinderende finale tegen Duitsland werd Nederland in 2004 wereldkampioen kanopolo in het Japanse Miyoshi. Nederland won in de halve finales zeer moeizaam van titelverdediger Groot-Brittannië met 3-2. Nederland stond in deze wedstrijd stijf van de stress en kwam twee keer op achterstand tegen de Britse kampioensploeg. Toch wist Nederland zich telkens terug te knokken door doelpunten van Michiel Schreurs en Jeroen Dieperink. Een door Erwin Roos benutte penalty zorgde voor de winst en plaatsing voor de finale.
De finale tegen de Duitsers, die zich zeer gemakkelijk met 4-1 van de Fransen hadden ontdaan in de halve finale, was een waar spektakelstuk. Nederland domineerde in het begin en liep al snel uit tot een 3-1-voorsprong door doelpunten van Jeroen Dieperink en twee keer Erwin Roos. Duitsland wist daar echter slechts één doelpuntje tegenover te zetten. De Duitsers wisten zich echter puur op karakter terug te knokken tot 3-3. Het derde Duitse doelpunt viel zelfs toen de Duitsers een man minder hadden door een gele kaart na een foute Duitse wissel. Het was Jeroen Dieperink die tien seconden voor rust met zijn tweede doelpunt van de wedstrijd een beslissing veroorzaakte in de wedstrijd. De achterstand verplichtte de Duitsers om meer risico te gaan nemen in de verdediging. Dit leidde tot kleine kansjes over en weer en twee keer was Duitsland in de buurt van de gelijkmaker, maar werd er gelukkig voor Oranje op de paal gegooid. In de 18e minuut maakte Wouter Ottjes de beslissende treffer na een mooie counterpass van Michiel Schreurs. Een doelpunt in de laatste minuut mocht de Duitsers niet meer baten, Nederland won de finale met 5-4 en werd voor het eerst in zijn geschiedenis wereldkampioen kanopolo.

## WK 2006 in Amsterdam
De zevende Wereldkampioenschappen Kanopolo in Amsterdam vonden plaats van woensdag 9 augustus tot en met zondag 13 augustus 2006 op de Bosbaan te Amsterdam. In totaal speelden 64 teams verdeeld over drie klassen, Heren, Dames en Heren U21 (onder 21 jaar), op vier speelvelden 304 wedstrijden. 24 Herenteams, 24 Damesteams en 16 Juniorenteams, en uiteindelijk kunnen er maar drie zich wereldkampioen noemen.
Na een finale van 40 minuten en een penalty shoot-out wist Frankrijk zich wereldkampioen te kronen tegen Italië. Frankrijk had in de halve finales wereldkampioen Nederland verslagen. Italië wist zich te plaatsen ten koste van Duitsland.
Nederland kon wel nog een bronzen medaille halen.
In de U21-klasse haalde Nederland wel de finale, al was het ook hier Frankrijk dat uiteindelijk wereldkampioen werd. Aftredend wereldkampioen Spanje werd nog derde ten koste van GB.
Het Oranje damesteam wist een knappe bronzen medaille mee naar huis te nemen.

## WK 2008 in Canada
Het Nederlandse herenteam kanopolo is in Edmonton, Canada voor de tweede keer wereldkampioen geworden door het Franse nationaal team in de zeer spannende finale te verslaan met 3-2. De dames en junioren eindigden op een zesde plaats.

## WK 2010 in Milaan
Dit jaar werd een teleurstelling voor Oranje. Het werd reeds in de kwartfinale van het WK in voortijdig uitgeschakeld en eindigde op een zevende plaats. Diverse internationals, waaronder Michiel Schreurs en Wouter Ottjes namen afscheid. Ook bondscoach Jeroen Barning besloot na 12 succesvolle jaren zijn afscheid aan te kondigen.

## WK 2012 in Poznań, Polen
Onder leiding van de nieuwe bondscoaches Kasper Schagen en Michiel Schreurs werd er in 2011 een nieuw Oranje gebouwd. De zeer ervaren Jeroen Dieperink en Jurjen Hallegraeff vormen de basis van het nieuwe Oranje. Aangevuld met jonge spelers van Michiel de Ruyter uit Uithoorn en GKV uit Groningen wordt een team gesmeed dat op het WK in Polen ver boven zichzelf uitstijgt. De wereldtitel wordt wederom, maar zeer verrassend, naar Nederland gehaald. In de halve finale schakelt Oranje het favoriete Frankrijk nipt met 2-1 uit. In een zeer spannende finale verslaat Oranje voor de zoveelste keer op een WK Duitsland. Net als in 2004 wordt het 5-4 voor Oranje. Dieperink scoort drie goals waaronder de winnende in sudden death en is daarmee de eerste Nederlander die drie keer een wereldtitel wint.

## WK 2014, Thury-Harcourt, Frankrijk
In Frankrijk wist helaas geen enkel Nederlands team de top drie te bereiken.

## WK 2016, Siracusa, Italië
Op 30 augustus 2016 startte in Siracuse in Italië het WK, ditmaal op zoutwater.
In de groepsfase speelde Nederland tegen Polen, Rusland en Singapore. Coach Casper Schagen kon rekenen op Bart van Es (MdR Uithoorn), Bryce Hollmann, sinds 2011 al Oranjespeler (Odysseus), Dylan Tough (Odysseus), Joost Horstink, ook sinds 2011 al opgenomen in Oranje (Groningen), Jouke Sjollema, international sinds 2011 (Groningen), Martijn Aben (Odysseus), Mats Pel (Odysseus), Remko van Vliet (Odysseus)en Roy Dekkers (Odysseus) als reserve. Odysseus was hiermee duidelijk hofleverancier.
De Oranje dames speelden in de groepsfase tegen Frankrijk, Canada en wederom Singapore. Coach Michiel Boonakker rekende op Colette van den Berg (Odysseus), Trea Timmerman (Groningen), Lisanne Dreyfus (Michiel de Ruyter), Marijke Dijkman, Sarissa van Veenendaal, Diewertje Bink (alle drie Keistad) en  Charlotte Bakkes (Windhappers).
Het Nederlandse herenteam onder 21 streed in de groepsfase tegen Duitsland, Taipei, België en Zwitserland.
De dames onder 21 jaar kwamen in de groepsfase uit tegen Duitsland, Groot-Brittannië, Polen en Singapore.